# إرث القارة الأوروبية
على مر العصور تركت الحضارات والإمبراطوريات الأوروبية المختلفة أثرها على التاريخ والحضارة العالميّة. على مر العصور ساهم الأوروبيين مساهمات كبيرة في تطوير الحضارة الإنسانيّة، كما ويُذكر أن هناك المئات من المسيحيين البارزين الذين ساهموا في الحضارة الإنسانية والمجتمع الغربي من خلال تعزيز وتطوير العلوم، الطب، الفن، الموسيقى، الأدب، المسرح، الفلسفة، العمارة، الإقتصاد والسياسة. وحصل 526 أوروبي على جائزة نوبل في مختلف المجالات.

## إرث اليونان والأمبراطورية الرومانية
نشأت في اليونان القديمة الأفكار الديموقراطية والفلسفة ووضعت أسس الرياضيات والطب وكان حضارة الإغريق القديمة تأثيرًا هائلاً على اللغة والسياسة والنظم التعليمية، والفلسفة، والعلوم، والفنون. وما زال إرث الإمبراطورية الرومانية حاضرًا من خلال الأبجدية والأرقام الرومانية، فضلًا عن أسماء الكواكب والأشهر، وأنظمة الحكم والقانون المستندة إلى النموذج الروماني، التقنيات المستخدمة في بناء الطرق والجسور والقنوات المائية، الجسور والحمامات العامة. أمّا إرث الإمبراطورية البيزنطية فما يزال حاضرًا في أوروبا الشرقية وبعض مجتمعات الشرق الأوسط من خلال التقليد الليتورجي والأدبي والمعماري البيزنطي والنفوذ الثقافي البيزنطي.

## إرث الإمبراطوريات الاستعمارية
تركت الإمبراطوريات الاستعمارية الإسبانية والبرتغالية والبريطانية والهولنديّة والفرنسية والروسيّة والسويدية والنمساويّة المجريّة والألمانية والإيطالية والعثمانية آثارًا هائلة في مستعمراتها في أفريقيا والشرق الأوسط وأمريكا الجنوبية والشمالية وأوقيانوسيا يظهر ذلك من خلال إنشاء المدن وانتشار الأنماط المعمارية الأوروبية وفي التطبيق الاقتصادي والأنظمة القانونية والحكومّية والمجتمع والرياضة (مثل الكريكت وكرة القدم)، الموسيقى والمسرح (مثل الأوبرا)، وإدخال الطب الحديث. كما أنشأ الأوروبيين أول العيادات والمستشفيات الحديثة، وتم تدريب فيها الممرضين والممرضات، وفتحت المدارس الطبية الأولى في مستعمراتها. كما أستطاعت الثقافة الأوروبية على التأثير المباشر في الثقافة الأميركا اللاتينية والشمالية، لا سيما في مجالات الثقافة الراقية والعلوم والطب. ويمكن ملاحظة ذلك في مظاهر تقاليد المنطقة الفنية، بما في ذلك الرسم والأدب والموسيقى، وفي مجالات العلوم والسياسة.

## الإرث اللغوي
من الآثار التي تركتها الإمبراطوريات الأوروبية انتشار اللغات الأوروبية في العالم حيث يتحدث حوالي 46% من سكان العالم لغة من لغات هندية أوروبية كلغة أم. وتأتي في مقدمة اللغات الأوروبية على مستوى العالم اللغة الإسبانية والتي يتحدث بها بين 322-400 مليون شخص يتحدثون الإسبانية بوصفها اللغة الأم،  وهي اللغة الرسمية والشعبية في إسبانيا وأغلبية بلدان أمريكا الجنوبية. ويتحدث اللغة البرتغالية نحو 230 مليون المتحدثين في البرتغال، البرازيل، تيمور الشرقية، وجنوب أفريقيا. كما تنتشر أن اللغة الإنجليزية على نطاق واسع كلغة مشتركة، وهي ثالث أكثر اللغات الأم انتشارا في العالم (402 مليون نسمة بحسب تعداد 2002) وبالإضافة إلى انتشارها الكبير في العالم بسبب التأثيرات العسكرية والاقتصادية والثقافية والعلمية والسياسية للإمبراطورية البريطانية ومن بعدها الولايات المتحدة الأمريكية وهي اللغة الوحيدة الموجودة بالقارات الخمس بجانب اللغة الفرنسية. يذكر أنّ اللغة الفرنسية يتكلم بها نحو 80 مليون شخص في جميع أنحاء العالم كلغة رسمية أساسية، وحوالي 190 مليون شخص كلغة رسمية ثانية، وحوالي 200 مليون شخص آخرين كلغة مكتسبة.

## الإرث الديني
على المستوى الديني كان لأوروبا أكبر الأثر في صقل الديانة المسيحية، حيث بشّر الأوروبيين بالمسيحية في العالم الجديد، أفريقيا جنوب الصحراء وأوقيانوسيا وكان لهم الأثر في دخول سكانها للمسيحية. فضلًا عن ذلك أعطت أوروبا البصمة الحضارّية والثقافيّة للمسيحية العالميّة. حاليّا تعتبر المسيحية أكبر دين معتنق في البشرية، ويبلغ عدد أتباعها 2.4 مليار أي حوالي ثلث البشر، كذلك فالمسيحية دين الأغلبية السكانية في 126 بلدًا من أصل 197 بلدًا في العالم.

## الإرث العلمي والطبي والتعليمي

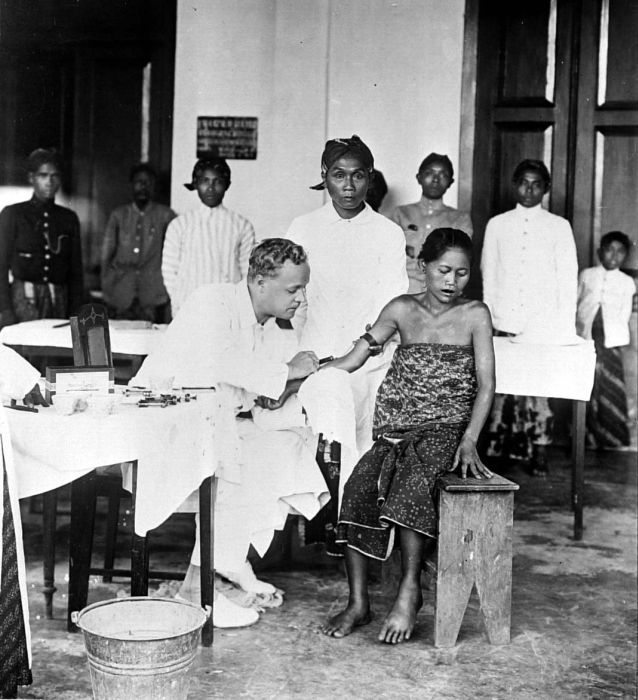
طبيب أوروبي يطعّم مريضة إندونيسية.

على الرغم من وجود مؤسسات التعليم العالي الأخرى والتي كانت قائمة في كل من اليونان القديمة وروما القديمة والإمبراطورية البيزنطية والعالم الإسلامي والهند، منها جامعة القرويين بمدينة فاس بالمغرب التي تأسست في القرن التاسع وكلية القسطنطينية في الإمبراطورية البيزنطية والتي تعتبر بحسب عدد من المؤرخين أقدم مؤسسة تعليم عالي في التاريخ، الاّ أنّ عدد من المؤرخين يتفق على أنّ أقدم جامعة بالمفهوم الحديث للتعليم العالي هي جامعة بولونيا في إيطاليا والتي بنيت سنة 1088. كما أن الجامعة القرطوسية الأوروبية أثرت على شكل الجامعة الحالي حيث ما من مؤسسة أوروبية أخرى انتشرت في العالم كله بالطريقة التي انتشرت بها الشكل التقليدي للجامعات الأوروبية. فالدرجات الأكاديمية التي منحتها الجامعات الأوروبية - البكالوريوس والليسانس والماجستير والدكتوراه - قد اعتمدت في كافة المجتمعات حول العالم. أما الكليات الأربع التي كانت معروفة في العصور الوسطى بأشكالها المختلفة فهي: الفلسفة والآداب والفنون والعلوم والعلوم الإنسانية - القانون والطب واللاهوت، وقد تكون منها تخصصات فرعية عديدة خاصة العلوم الاجتماعية والدراسات التقنية.
اختراعات العلماء الأوروبيين تشمل أول آلة صناعية الغزل وأول حاسب آلي وأول جهاز حاسب آلي حديث والكمبيوتر وشبكة الإنترنت العالمية جنباً إلى جنب مع إتش تي تي بي 404 ولغة رقم النص الفائق، وأول عملية نقل دم بشري ناجحة، والمكنسة الكهربائية، وآلة تهذيب الحشائش، وحزام الأمان والحوامات، والمحركات الكهربائية، والميكروفون، والمحرك البخاري، والبطارية، وسماعة الطبيب، والآلة الحاسبة الميكانيكية، والمرحاض، وحمامات الشامبو، والساونا والبيديه، وفرشاة الأسنان، وطريقة بريل، والميكانيكية طباعة الحروف المتحركة، وبندول فوكو، ونظريات مثل نظرية داروين في التطور، والنظرية الذرية. تشمل الاختراعات الأخرى صفيحة حديد السكك الحديدية، وتعبيد الطرق، والشريط المطاطي، ومصيدة الفئران، وجهاز سلامة «عين القطة» على الطرق، وتطوير وصلة المصباح الساطع، القاطرات البخارية، وثقابة البذور، والمحركات النفاثة، والعديد من التقنيات الحديثة والتكنولوجيات المستخدمة في الهندسة الدقيقة.

## الإرث الثقافي

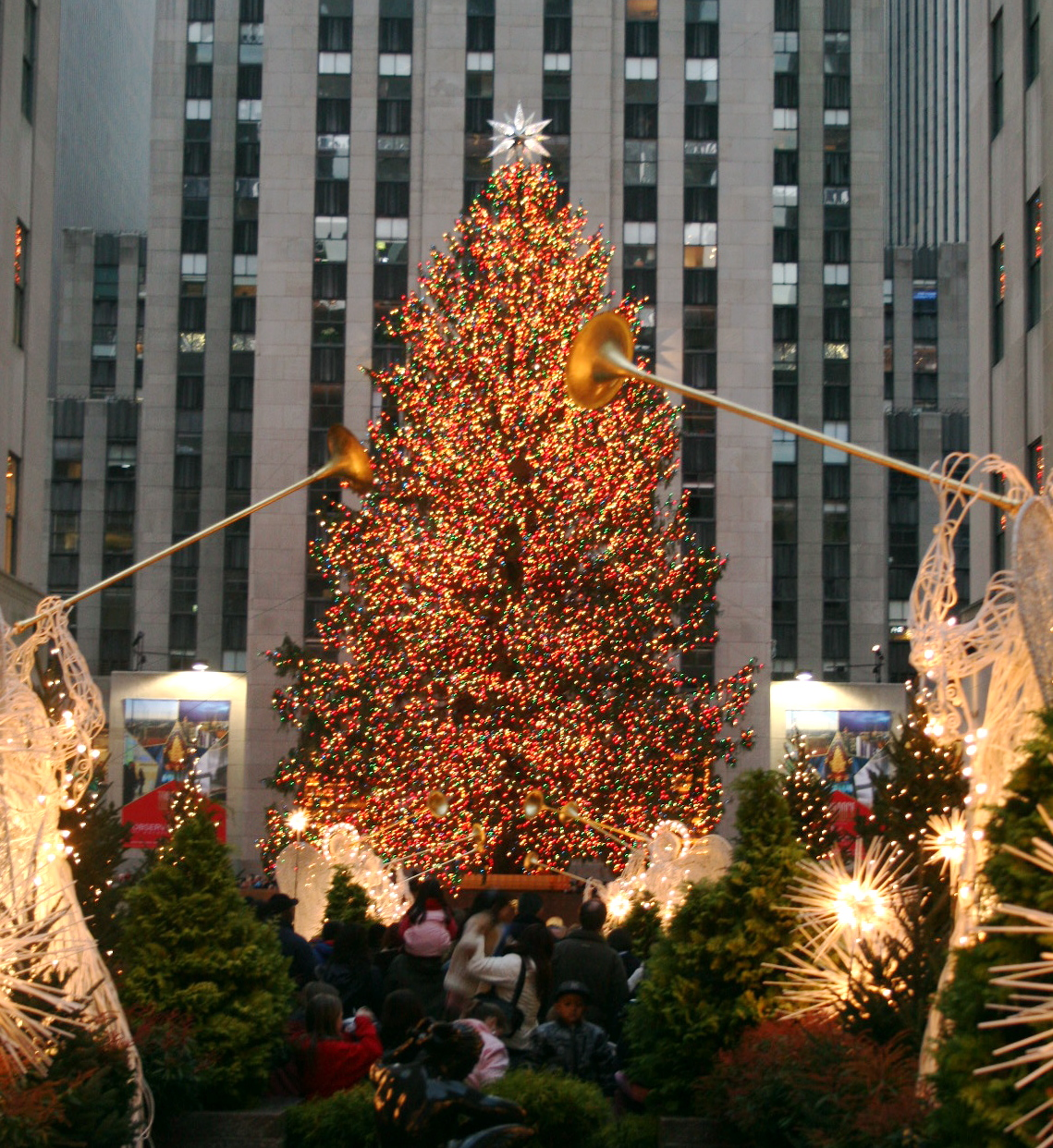
شجرة عيد الميلاد في نيويورك؛ وهي من تقاليد عيد الميلاد التي نشأت في أوروبا.

كما تنشر الأنماط الأدبية الأوروبية والقصص الفلكورية على نطاق واسع. حيث أثر وتأثر الأدب الأوروبي على الأنواع الأدبية في المستعمرات الأوروبية السابقة حيث تأسست فروع أدبية خاصة في أدب الاستعمار. كما تركت الأطباق الأوروبية أثرًا كبيرًا على مطابخ أمريكا الشمالية والجنوبية. إلى جانب ذلك، فإن التقويم الأكثر انتشارًا في العالم اليوم، هو التقويم الميلادي الذي كان يوليوس قيصر أول من وضعه ثم قامت الإمبراطورية الرومانية لدى اعتناقها المسيحية بحسابه بالنسبة لميلاد المسيح، وأعيد تعديله من قبل الفاتيكان في القرن السادس عشر خلال حبرية البابا غريغوريوس الثالث عشر بناءً على ملاحظات العالم إليسيوس ليليوس الذي وجد تقصيرًا في تقويم يوليوس قيصر فأصبح عشرة أيام كاملة عام 1581. كذلك هنالك أعياد تُحتفل على نطاق واسع في العالم ذات جذور أوروبية مثل عيد جميع القديسين (الهالويين)، يوم القديس باتريك، الكرنفالات، الفالنتاين دي ورأس السنة الميلادية.

## الإرث الديموغرافي
ترك الاستعمار والهجرات الأوروبية المختلفة مجتمعات ضخمة من ذويي الأصول الأوروبية الكاملة أو الجزئية تشير التقديرات إلى حوالي 480 مليون شخص من أصول أوروبية في الشتات منهم 446,394,000 في الأمريكتان و23,185,000 في أوقيانوسيا. يمكن العثور على أعداد كبيرة من الناس ذويي الأصول الأوروبية الكاملة أو الجزئية في كل من في كل من الولايات المتحدة (223 مليون)، والبرازيل (91 مليون)، والأرجنتين (36 مليون)، وكندا (25 مليون)، وأستراليا (20 مليون)، وكولومبيا (17 مليون)، وفنزويلا (13 مليون)، والمكسيك (10 مليون)، وكوبا (7 مليون) وجنوب أفريقيا (4 مليون)، وتشيلي (5 مليون)، وكوستاريكا (3.5 مليون)، ونيوزيلندا (3 مليون)، وبورتوريكو (3 مليون) وأوروغواي (2.8 مليون).